# Копшицер, Марк Исаевич
Марк Исаевич Копшицер (29 августа 1923, Ростов-на-Дону — декабрь 1982, там же) — советский искусствовед, писатель, биограф.

## Биография
Родился 29 августа 1923 года в Ростове-на-Дону.
Его отец — Исай Зиновьевич был бухгалтером, мать — Фаина Николаевна — зубным техником. В 1937 году отец был арестован как враг народа за мнимую связь с маршалом Тухачевским.
В начале 1950-х годов Марк Исаевич работал инженером-проектировщиком в одном из КБ Аксая.
В 1973 году К. Чуковский, В. Каверин и С. Залыгин дали Марку Копшицеру рекомендации для вступления в Союз писателей СССР. Но, несмотря на активную поддержку ростовских писателей В. Фоменко, В. Сёмина, Н. Скребова, И. Бондаренко, Г. Колесникова, В. Сидорова, В. Жака, Б. Изюмского, Н. Сухановой, тогдашнее консервативное руководство Союза провалило Марка Копшицера на приеме.
Марк Копшицер готовился написать книгу «М. А. Врубель», собирал материалы для книги.
В декабре 1982 года Марк Копшицер покончил с собой.
В июле 2012 год портрет искусствоведа и писателя Марка Копшицера кисти Тимофея Теряева был показан на выставке в ростовском музее ИЗО на Чехова. Одна из посетительниц посетовала: некому увидеть портрет — никого из семьи не осталось.

## Книги
- Копшицер М. И. Валентин Серов. Серия «Жизнь в искусстве». — М.: Искусство, 1967.
- Копшицер М. И. Мамонтов. Серия «Жизнь в искусстве». — М.: Искусство, 1972.
- Копшицер М. И. Валентин Серов. Серия «Жизнь в искусстве». — М.: Искусство, 1972.
- Копшицер М. И. Поленов. Серия ЖЗЛ. — М.: Молодая гвардия, 2010. — 336 с. — ISBN 978-5-235-03383-2.

## Цитаты
- «Марк Исаевич, вчера пошел в книжную лавку и купил Вашу книгу, посвященную Валентину Серову. Прилег. Решил просмотреть. Читал до утра. Замучили Вы старика. Хочу Вам сказать, что Вы знаете Серовых лучше, чем я, хотя я годы провел у них в Переделкино. И хотя оба они умерли задолго до Вашего рождения…»[4] — Корней Чуковский, 1967.
- «И тут — из песни слова не выкинешь — придется коснуться больной темы для всех, кто знал, ценил и любил Марка Копшицера. Несмотря на столь весомые рекомендации, на активную поддержку многих ростовских писателей (В. Фоменко, В. Семина, Н. Скребова, И. Бондаренко, Г. Колесникова, В. Сидорова, В. Жака, Б. Изюмского, Н. Сухановой), тогдашнее, мягко выражаясь, консервативное руководство Союза с помощью послушного «болота» провалило Марка на приеме. Не могу не вспомнить некоторых колоритных деталей. На обсуждении один из наших «маститых» прозаиков изрек: «Раз он написал о художниках, так пусть и вступает в Союз художников». На что Владимир Дмитриевич Фоменко ядовито ответил: «А если бы Тургенев принес вам свои «Записки охотника», вы бы послали его в Союз охотников?» Что это было, зависть «великих», а иногда и бесталанных, литераторов к подлинному дарованию, злобный и корпоративный дух, с ходу отторгающий чужака, скрытый антисемитизм? Видимо, всего понемногу. Вся эта история стоила Марку большой нервотрепки. Впрочем, он вскоре подал документы в Союз художников, где обстановка была куда человечней, и был сразу же принят. Рекомендации туда ему дали три крупнейших столичных искусствоведа»[1] — Леонид Григорьян, 1993.